# Jader Volnei Spindler
Jader Volnei Spindler (født 18. januar 1982) er en brasiliansk fodboldspiller.